# Стефан Дуньов
Стефан Дуньов (на унгарски: Dunyov István) е банатски българин, участвал в Унгарската революция от 1848 – 1849 г. и в борбите за освобождение и обединение на Италия (Рисорджименто).
Той е сред малкото българи, достигнали до военното звание полковник преди Освобождението и създаването на националната българска войска. Определян е дори като първия българин, достигнал до званието полковник, наричан е национален герой на Унгария, Италия и Румъния.

## Биография
Стефан Дуньов е роден на 28 юли 1816 г. в банатско българско семейство католици, живеещи в селището Винга, тогава в Австрийската империя, днес в Румъния. Корените му са от района на Чипровци.
Завършва право и финанси. Отваря адвокатска кантора в Арад.
Увлича се от идеите на Лайош Кошут и Шандор Петьофи и се включва в Унгарската революция за национална независимост, като е избран в регионалния комитет в Арад. По-късно участва във военните действия. Първоначално е произведен в звание капитан, после става подполковник. Действа и като революционен съдия в процеси срещу контрареволюционните сили и издава смъртни присъди. Считан е за третия по значимост в организацията след Петьофи и Кошут.
След разгрома на революцията е заловен и осъден на смърт от австрийските имперски власти. Под натиска на международната общественост срещу австрийските репресии присъдата му е намалена на 10 г. затвор. Освободен е през 1857 г. и е интерниран да живее в Пеща.
През 1859 г. заминава за Кралство Сардиния и се записва в сардинската армия за участие във Втората война за независимост на Италия.
През 1860 г. по препоръка на Кошут се включва в движението на Джузепе Гарибалди, като е сред най-добрите му съратници. Възложено му е да командва доброволчески отряд, в чийто състав влизат унгарци и банатски българи. Отрядът се отличава в битката при р. Волтурно близо до Неапол, но Дуньов е ранен и губи единия си крак. За решаващия принос в битката срещу неколкократно превъзхождащ противник е поздравен лично от Гарибалди и е награден с високи военни отличия. Произведен е в звание полковник, а командваната от него част е наречена на него „полк. Стефан Дуньов“.
След смъртта на Гарибалди Дуньов остава да живее в Италия, занимава се с изследователска, публицистична и преводаческа дейност. Умира в град Пистоя на 29 август 1889 г.
Десетки публикации са посветени на живота и делото на Дуньов. Книгата „Стефан Дуньов – банатски българин – европейски герой“ излиза в Букурещ в навечерието на 330-та годишнина от Чипровското въстание през 2018 г.
На негово име са наименувани улици в родния му град Винга (Румъния), Будапеща (Унгария), София, както и площади във Велико Търново и Чипровци. Поставена е паметна плоча за Дуньов на едноименния площад във Велико Търново (2002). Издигнати са му бюст-паметници: в алеята на гарибалдистите в Рим (Италия) и на едноименния площад в Чипровци (2013), открит от вицепрезидентката Маргарита Попова.